# Phaeonychium parryoides
Phaeonychium parryoides är en korsblommig växtart som först beskrevs av Wilhelm Sulpiz Kurz, Joseph Dalton Hooker och John Smith, och fick sitt nu gällande namn av Otto Eugen Schulz. Phaeonychium parryoides ingår i släktet Phaeonychium och familjen korsblommiga växter. Inga underarter finns listade i Catalogue of Life.